# Chico Marx
Pour les articles homonymes, voir Marx.
Chico Marx, de son vrai nom Leonard Marx, né le 22 mars 1887 à New York et mort le 11 octobre 1961 à Hollywood, l'aîné des cinq Marx Brothers, est un acteur comique juif américain, mais également un pianiste, limité mais efficace, qui aura même son propre orchestre durant la Swing era.

## Biographie

### Début de carrière
Très jeune, Chico aime les jeux de hasard. Alors, pour lui éviter de tourner mal, sa mère, Minnie, le fait engager comme pianiste. Un art qu'il exercera avec talent durant toute sa carrière. Il rejoignit ses frères par la suite pour former les Marx Brothers. Il devait son diminutif à sa réputation de séducteur : à l'origine, le surnom de « Chicko » était en effet un raccourci de chicken chaser (c’est-à-dire chasseur de poulettes en argot de l'époque). Un imprimeur ayant un jour escamoté le « k » par erreur, c'est finalement l'orthographe Chico qui est restée, mais la prononciation était toujours « Chick-o ». Ceux qui ignoraient l'origine du diminutif avaient tendance à le prononcer « Cheek-o » (en allongeant la première syllabe) ce qui a donné lieu à des effets comiques lors d'émission radiophoniques des années 1940. Même dans les années 1950, Groucho utilisait à dessein la mauvaise prononciation pour faire des jeux de mots avec la ville de Chico.

### Hollywood
Sur scène, Chico Marx jouait toujours le personnage stéréotypé d'un Italien en utilisant un accent qu'il conserva dans tous les films des Marx Brothers. En plus de son rôle d'italien, dans chacun des films tournés avec ses frères, il joue du piano, d'une manière non conventionnelle (la technique dite du « doigt révolver »).

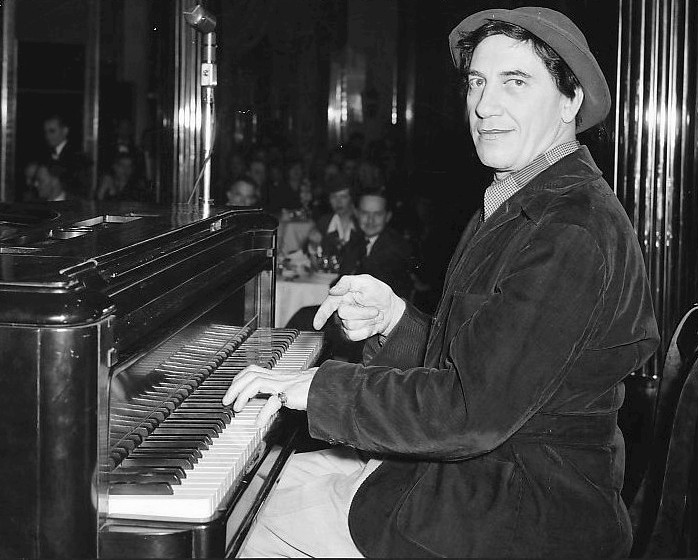
Chico Marx au piano en 1956.

### Vie privée
Sa première femme fut Betty Carp (de 1917 à 1941), ils eurent une fille : Maxine Marx (1918-2009). Sa seconde femme fut Mary De Vithas (1916-2002) (de 1958 jusqu'à sa mort).
Chico était un amateur de femme compulsif mais son principal vice, qu'il garda toute sa vie, fut le jeu. Il perdit des millions de dollars sur toute sa carrière. À tel point que ses frères gardèrent leurs gains du film Une nuit à Casablanca, les placèrent pour que Chico puisse bénéficier d'une rente plutôt que de tout flamber aux jeux, rente qu'il perçut jusqu'à la fin de sa vie. Quand un interviewer demanda à Chico, combien d'argent il avait perdu aux jeux, il répondit, « Trouvez combien d'argent Harpo a amassé, c'est cette somme que j'ai perdue ».
Chico est le premier des frères Marx à mourir lorsqu'une crise cardiaque l'emporte en 1961, à l'âge de 74 ans. Sa veuve est morte à 86 ans le 22 décembre 2002, le même jour que la veuve de son frère Harpo.